# Aphoebantus subcostalis
Aphoebantus subcostalis är en tvåvingeart som beskrevs av Paramonov 1929. Aphoebantus subcostalis ingår i släktet Aphoebantus och familjen svävflugor.
Artens utbredningsområde är Turkmenistan. Inga underarter finns listade i Catalogue of Life.